# Antennaria
Antennaria là một chi thực vật có hoa trong họ Cúc (Asteraceae).

## Loài
Chi Antennaria gồm các loài: